# Castineta
Castineta ist eine Gemeinde auf der französischen Insel Korsika. Sie gehört  zur Region Korsika, zum Département Haute-Corse, zum Arrondissement Corte und zum Kanton Golo-Morosaglia. Die Bewohner nennen sich Castinitinchi.

## Geografie
Das Siedlungsgebiet liegt auf 800 Metern über dem Meeresspiegel. Die Nachbargemeinden sind Morosaglia im Norden, Quercitello im Nordosten, La Porta im Osten, Croce im Südosten, Gavignano im Süden und Westen sowie Piedigriggio im Nordwesten.

## Bevölkerungsentwicklung
| Jahr      | 1962 | 1968 | 1975 | 1982 | 1990 | 1999 | 2008 | 2016 |
| --------- | ---- | ---- | ---- | ---- | ---- | ---- | ---- | ---- |
| Einwohner | 74   | 63   | 45   | 37   | 31   | 53   | 53   | 41   |